# Ilha da Pólvora (Países Baixos)
A Ilha da Pólvora (em neerlandês: Kruiteiland) era uma ilha nos Países Baixos na foz do rio Velho Mosa, na intersecção com os rios Novo Mosa, o Scheur e o Botlek. O Kruithaven estava localizado na ilha, onde os navios tinham que deixar sua pólvora antes de serem autorizados a continuar em direção a Roterdã.
Originalmente era o ponto mais oriental da Ilha de Rozenburg e era conhecido como 'a Ponta' (de Punt), mas foi separado após a década de 1930, após a escavação do Westgeul. Após o assoreamento do Noordgeul no início dos anos 1960, ele foi anexado ao Vondelingenplaat.  Em 1966 a ilha foi totalmente dragado.
Em 1949, o Acampamento Nacional de Escoteiros do Mar foi organizado em Kruiteiland. Funcionou como um ensaio geral para o primeiro Acampamento Aquático Nacional (Nawaka) dos Países Baixos um ano depois.

## Links externos
- banco de imagens dos Arquivos da Cidade de Roterdã